# 다키카와 유메
다키카와 유메(일본어: 滝川 結女, 1999년 8월 31일~)는 일본의 여자 축구 선수이다.

## 구단 경력
그녀는 2018년 AC 나가노 파르세이루에 입단했다. 2019년까지 30경기에 출전하여, 5득점을 넣었다. 2020년 알비렉스 니가타로 이적했다.

## 국가대표팀 경력
그녀는 2025년 EAFF E-1 풋볼 챔피언십에 참가할 일본 국가대표팀에 발탁되었으며, 7월 9일 중화 타이베이와의 경기에서 데뷔, 1득점을 넣었다.